# Pamphos
Pamphos (en grec ancien Πάμφως / Pamphos) est un poète grec, contemporain de Linos, inventeur du ialémos. 

## Notice historique
Poète athénien aux vers tristes et mélancoliques, il passe pour le premier qui chanta un ialémos sur le tombeau de Linos. Antérieur à Homère, il avait écrit un poème sur Éros, sur les Charites sans parler ni de leur nombre ni de leurs noms, et à Zeus d’après Philostrate et plusieurs hymnes, dont un à Déméter ; il fut l'un des premiers à chanter l'enlèvement de Perséphone, dans lequel il parle de narcisses, et les voyages de Déméter qui en furent la suite. 

## Sources
- Pausanias, Description de la Grèce [détail des éditions] [lire en ligne] Livres I (21), VII (31, 7) et IX (29-31)
- Papyrus Larousse Brittanika t.48os, article 48